# Локомотив (футбольный клуб, Пловдив)
«Локомотив» Пловдив — болгарский футбольный клуб из города Пловдив.

## Прежние названия
- Спортклуб (1926)
- Спортклуб Парчевич 45 (1945)
- Славия (1946)
- Славия-Ченгелов (1947)
- Славия (1949)
- Торпедо (1949)
- Локомотив (1951—н. в.)

## История

### До 1944 года

#### «Спортклуб»
Весной 1922 года в четвёртом районе Пловдива был организован спортивный клуб «Караджа». В него вошли местные команды, чтобы объединить усилия для участия в чемпионате города. Спустя два года, в 1924 году, в этом же районе Пловдива был организован спортивный клуб «Атлетик».
25 июля 1926 года две спортивные секции Пловдива «Караджа» и «Атлетик» объединились в одну под названием «Спортклуб». В качестве цветов клуба были выбраны белый, чёрный и красный. «Спортклуб» имел собственное футбольное поле в центре города. Однако, после землетрясения в Южной Болгарии в 1928 году, клуб отказался от него, чтобы люди, которые потеряли свои дома, могли построить новые дома на этом месте. С 1928 года клуб не имел собственного футбольного поля на протяжении двух десятилетий.
В первые годы болгарского футбола не было Национальной футбольной лиги, поэтому чемпионаты проводились на региональных уровнях на протяжении календарного года. В сезоне 1933 «Спортклуб» становится первым во втором дивизионе Пловдива, что позволяет команде с 1934 года участвовать в первом дивизионе городского первенства. В 1936 году «Спортклуб» впервые становится чемпионом Пловдива.
В сезоне 1938/1939 команда впервые приняла участие в первенстве Национальной футбольной лиги. После двух сезонов в классе сильнейших команд, в 1940 году, турнир был расформирован, из-за участия Болгарии во Второй мировой войне. В годы войны команда участвует в нескольких турнирах, включая турнир прародитель нынешнего Кубка Болгарии — Царский Кубок, который в эти годы считался самым престижным турниром в стране. В этом турнире команда дважды достигала финала — в 1940 и 1942 году.

#### Клуб железнодорожников
В середине 1930-х годов профсоюз железнодорожных рабочих и моряков организует создание ряда спортивных организаций. 13 июня 1935 года железнодорожники из Пловдива, в качестве одного из крупных туристических центров, организовали спортивный клуб названный ЖСК-Пловдив.
В свои первые годы клуб не пользовалась популярностью в городе, в отличие от «Спортклуба» и клуба «Ботев». Но спустя три года после создания ЖСК был принят в национальную спортивную федерацию и уже в 1940 году железнодорожники становятся победителями чемпионата города.
С экономической точки зрения, железнодорожный клуб внёс большой вклад в развитие спорта в Пловдиве. Национальная железнодорожная компания являлась основным инвестором для создания самого современного многофункционального стадиона в городе. Стадион, который был открыт в 1943 году, стал домашней ареной для ЖСК-Пловдив и «Левски» (Пловдив).

### 1944—1955

#### Изменения в «Спортклубе»
После 1944 года в стране реорганизуются спортивные клубы. Каждая область должна была иметь свой спортивный клуб. Чтобы создать более сильные спортивные общества, многие клубы и команды подвергаются силовому слиянию. Таким образом, в 1944 году «Спортклуб» из района Пловдива, население которого состояло из различных этнических и религиозных групп, объединяется с армянскими командами из низших дивизионов. Другое слияние произошло в 1945 году с католическим клубом Парчевич. После этого команда была переименована в СП-45 (Спортклуб Парчевич 45). Тем не менее, в 1946 году команда была избавлена от западного названия «Спортклуб» и переименована в «Славию».
В 1947 году началась новая волна спортивных реорганизаций, которая коснулась и «Славию». Команда объединяется с городской командой кооперативных работников Петар Ченгелов. Объединённая команда получила название «Славия-Ченгелов». После серии слияний команда, первоначально называвшаяся «Спортклуб», сохраняет свои цвета и основных игроков.
В течение этого периода, клуб достигает финала кубка Советской армии. В 1948 году клуб становится одной из десяти команд, которые организовали национальную высшую лигу — группу «А».

#### Изменения в ЖСК
Реорганизация спортивных клубов в соответствии с советской моделью коснулась и клуб железнодорожников Пловдива. Клуб объединился с командой, которая выступала с ЖСК на одном стадионе — «Левски». Объединённая команда «ЖСК-Левски», просуществовала лишь один год. Команды отделяются друг от друга, но продолжают играть на одном стадионе. В это время ЖСК переименовывается в «Локомотив», по аналогии с другими железнодорожными командами Восточного блока, такими как «Локомотив» (София), «Локомотив» (Москва), «Локомотив» (Кошице), «Локомотив» (Лейпциг).

#### Слияние «Славии» и «Локомотива»
Летом 1949 года коммунистическая партия Болгарии принимает новый принцип, регулирующий организацию спортивных клубов. В соответствии с новым планом, клубы должны служить физкультурными ведомствами политически важных предприятий (например, нефтеперерабатывающих заводов, железнодорожных компаний, полиции, армии и т. п.).
В реорганизации 1949 года «Локомотив» объединился со «Славией», поскольку «Локомотив» был командой связанной со значительным предприятия — национальной железной дорогой. Хотя, «Славия-Ченгелов» являлась не только крупнейшим клубом в Пловдиве с точки зрения членов и болельщиков, но в 1948 году являлась крупнейшим клубом Болгарии. Таким образом, самый маленький клуб в Пловдиве — «Локомотив» был объединён с одним из крупнейших клубов в стране. Так в октябре 1949 года, когда формально слияние из «Славии» в «Локомотив» происходит с образованием ДСО «Энергия», клуб сохраняет цвета «Славии» (белый, красный и чёрный) на футбольной форме и эмблеме футбольной команды, а сама команда сохраняет лишь четверых игроков из «Локомотива», так как костяк команды составляют те же игроки «Славии». Тем не менее, после более чем двух десятилетий после землетрясения в 1928 году, клуб и его болельщиков получают свою домашнюю арену — стадион «Локомотив».
Спустя всего несколько месяцев после того как создаётся ДСО «Энергия», названия клубов этого общества изменяются на «Торпедо», в том числе переименовывается и пловдивская команда.
В 1951 году перед началом нового сезона, транспортный союз создаёт новый клуб под названием ДСО «Локомотив», который использовал те же цвета для футбольной формы, что и «Торпедо». Профсоюз также передаёт всех игроков «Торпедо» в ДСО «Локомотив». С целью сделать их официальными членами профсоюза, каждый игрок де-факто числится железнодорожником. С другой стороны, «Торпедо» больше не субсидируется железнодорожной компанией. ДСО «Локомотив» приобретает лицензию «Торпедо» для выступления в группе «А», а само «Торпедо» выбывает в третий дивизион.
С 1951 по 1954 год команда является одним из сильнейших представителей футбольной элиты страны, ежегодно достигает, по крайней мере четвертьфинала национального кубка.

### Первое выбывание из элиты (1955—1960)
В 1955 году команда ДСО «Локомотив» полностью изменилась — многие ключевые игроки ушли и команда уже была не в состоянии бороться за высокие места. В результате по итогам сезона 1955 «Локомотив» выбывает во второй дивизион.
На протяжении шести сезонов команда выступает во втором дивизионе, пока в сезоне 1960/1961 не зарабатывает повышение. В 1960 году команда также достигает финала кубка страны.
Во время своего пребывания во втором дивизионе, клуб снова переживает реорганизацию, которая состоялась в 1957 году. В соответствии с новыми изменениями, клубам больше не нужно быть аффилированными представителями предприятий. Таким образом, спортивные клубы больше не должны были быть добровольными спортивными обществами. В результате реорганизации «Локомотив» выходит из ДСО и объединяется с пловдивскими клубами «Торпедо» и «Септември».

### Успехи дома и в Европе (1960—1985)
После возвращения в элиту в 1961 году, «Локомотиву» понадобилось восемь сезонов, чтобы войти в тройку призёров чемпионата и получить бронзовые медали в сезоне 1968/1969.
На международной арене команда добивается успеха гораздо раньше. В сезоне 1964/1965, «Локомотив» достигает 1/8 финала Кубка ярмарок, где после двух ничьих с итальянским «Ювентусом» с одинаковым счётом 1:1, в переигровке уступает со счётом 1:2.
В 1971 году команда снова вышла в финал кубка страны, в котором проиграла софийскому «Левски» со счётом 0:3.
В 1973 году «Локомотив» выигрывает серебряные медали чемпионата, завершив сезон с 43 очками, что на 7 меньше, чем у чемпиона — софийского ЦСКА. В 1974 году «Локомотив» закончил сезон на третьем месте. Одним из главных лидеров команды того периода является Христо Бонев — по мнению большинства поклонников «Локомотив» величайший игрок клуба всех времён, и одним из величайших игроков в истории болгарского футбола.
После сезона 1979/1980 «Локомотив» снова выбывает из элиты во второй дивизион страны, где команде потребовалось три сезона, чтобы вернуться обратно.
Несмотря на то, что команда выступает во втором дивизионе с 1980 по 1983 год, «Локомотив» дважды достигает финала Кубка Советской Армии. В 1982 году команда не смогла взять трофей, но в 1983 году «Локомотив» выигравает свой первый кубок, обыграв в финале ФК «Чирпан» со счётом 3:1.
В 1982 году у команды появляется новый стадион, расположенный в парке «Лаута» около нового района города.
В сезоне 1983/1984 занимает 15 место в высшем дивизионе, и через сезон возвращается в элиту.

### 1985—2000
После возвращения в высший дивизион в 1985 году, команда на протяжении 14 сезонов выступает в элите, но только однажды заканчивает чемпионат в тройке призёров — в сезоне 1991/1992.
В конце 1990-х у команды происходит спад, и она снова выбывает в группу «Б», где выступает на протяжении двух сезонов.

### Годы Георги Илиева (2000—2004)
В 2000 году клуб покупает Георги Илиев. В то время, Илиев является владельцем ещё одного футбольного клуба — Велбъжд (Кюстендил). Команда из Кюстендила имеет очень хорошие показатели в высшем дивизионе Болгарии, где занимает третье место три сезона подряд и достигает финала кубка страны.
В сезоне 2001/2002 Илиев решает объединить две команды, создав современный «Локомотив». За основу нового клуба было взято название и цвета «Локомотива». Тем не менее, команда почти полностью была сформирована из игроков клуба Велбъжд. В результате, объединённая команда заняла третье по итогам сезона.
Самый успешный сезон в истории клуба стал сезон 2003/2004. «Локомотив» выиграл чемпионский титул, первый и пока единственный в истории клуба.
Несколько месяцев спустя, команда впервые играла в квалификационном раунде Лиги чемпионов УЕФА, где уступила бельгийскому «Брюгге».
В том же году, «Локомотив» выиграл Суперкубок Болгарии, победив «Литекс» со счётом 1:0. Победу на последних секундах матча принёс точный удар Ивана Паскова.

### Новейшая история (2004—н.в.)
Сезон 2004/2005 в отечественной лиге был также очень успешным для команды, которая заняла третье место и получила право на участие в Кубке УЕФА.
В следующие несколько месяцев у клуба были большие финансовые проблемы. Из-за этого многие ведущие игроки покинули команду.
В сезоне 2005/2006 «Локомотив» закончил пятым и квалифицировался в Кубок Интертото, где по результатам двух матчей уступил румынскому «Фарулу».
Следующие три сезона команда заканчивала чемпионат в середине турнирной таблицы. В декабре 2009 года бизнесмен и экс-владелец клуба «Вихрен» Константин Динев приобрёл клуб за 2 млн евро, с явным намерениями снова вывести «Локомотив» в еврокубки.

## Символика

### Цвета клуба
Традиционными цветами клуба считаются чёрный, белый и красный.
| Чёрный | Белый | Красный |

### Форма
С 1960-х годов «Локомотив» в качестве основной формы использует футболки с чёрно-белыми вертикальными полосами и белыми или чёрными трусами.
Современный вариант гостевой формы с голубыми футболками и белыми трусами является отсылкой к форме спортивного клуба ЖСК-Пловдив. Из-за такого цвета спортивной экипировки команда получила произвище смурфы.
| 2013-2014 · Основная | 2013-2014 · Гостевая | 2012-2013 · Основная | 2012-2013 · Гостевая | 2010-2011 · Основная | 2009-2010 · Основная | 2009-2010 · Гостевая | 2008-2009 · Основная | 2008-2009 · Гостевая |

| 2008 · Основная | 2008 · Гостевая | 2007-2008 · Основная | 2007-2008 · Гостевая | 2005-2006 · Основная | 2004-2005 · Основная | 2003-2004 · Основная | 2003-2004 · Гостевая | 2001-2002 · Основная |

| 1998-1999 · Основная | 1996 · Основная | 1996 · Гостевая | 1995 · Основная | 1993-1994 · Основная | 1992 · Основная | 1991 · Основная | 1990 · Основная | 1988-1989 · Основная |

| 1986-1987 · Основная | 1985 · Основная | 1984 · Основная | 1983 · Основная | 1982-1983 · Основная | 1982-1983 · Гостевая | 1979-1981 · Основная | 1975-1978 · Основная | 1975-1978 · Гостевая |

| 1970-1975 · Основная | 1970-1975 · Гостевая | 1968-1970 · Основная | 1968-1970 · Гостевая | 1965-1967 · Основная | 1965-1967 · Гостевая | 1964 · Основная | 1963 · Основная | 1963 · Гостевая |

| 1962 · Основная | 1962 · Гостевая | 1958-1962 · Основная | 1958-1962 · Гостевая | 1957 · Основная | 1957 · Гостевая | 1953-1957 · Основная | 1953-1957 · Гостевая | 1952 · Основная |

| 1952 · Гостевая | 1951 · Основная | 1951 · Гостевая | 1949-1950 · Основная | 1949-1950 · Гостевая | 1948-1949 · Основная | 1948-1949 · Гостевая | 1946-1947 · Основная | 1946-1948 · Гостевая |

| 1945 · Основная | 1941-1944 · Основная | 1941-1944 · Гостевая | 1939-1940 · Основная | 1939-1940 · Гостевая | 1935-1938 · Основная | 1935-1938 · Гостевая | 1926-1934 · Основная | 1926-1934 · Гостевая |

## Стадион

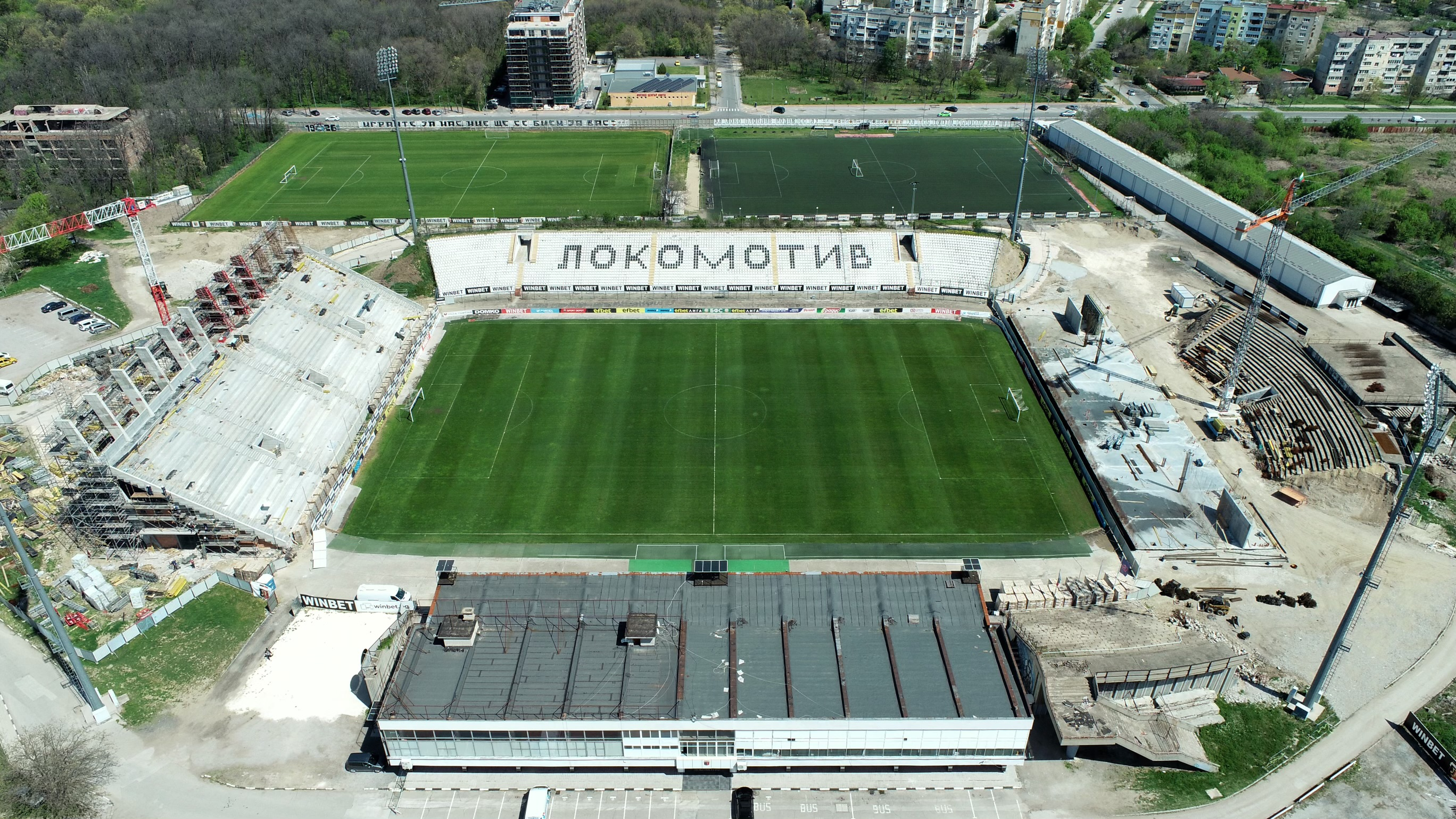
Стадион «Локомотив»

Домашние матчи проводит на стадионе «Локомотив», который расположен в парке «Лаута».
Стадион был построен в 1980 году и вмещал 24 000 зрителей, но сегодня стадион может вместить 14 500 человек.
Поле стадиона имеет натуральное травяное покрытие, которое является одним из лучших в Болгарии. Размер поля 105,3×71,4 м.
В 2004 году один из секторов стадиона обрушился.
В 2010 году началась реконструкция стадиона. Сектор «В» был полностью перестроен, также были установлены новые сиденья, которые соответствуют критериям для проведения матчей УЕФА. На следующих этапах реконструкции будут смонтировано новое освещение и новоя платформа на месте рухнувшей в 2004 году.

## История выступлений

### В еврокубках
| Сезон   | Турнир              | Раунд       | Соперник            | Дом. | Гос. | Результат             |
| ------- | ------------------- | ----------- | ------------------- | ---- | ---- | --------------------- |
| 1963/64 | Кубок ярмарок       | 1/16 финала | Стягул Рошу         | 2:1  | 3:1  | 5:2                   |
| 1963/64 | Кубок ярмарок       | 1/8 финала  | Уйпешт              | 1:3  | 0:0  | 1:3                   |
| 1964/65 | Кубок ярмарок       | 1/32 финала | Войводина           | 1:1  | 1:1  | 2:2 (2:0 переигровка) |
| 1964/65 | Кубок ярмарок       | 1/16 финала | Петролул            | 2:0  | 0:1  | 2:1                   |
| 1964/65 | Кубок ярмарок       | 1/8 финала  | Ювентус             | 1:1  | 1:1  | 2:2 (1:2 переигровка) |
| 1965/66 | Кубок ярмарок       | 1/32 финала | Спартак (Брно)      | 1:0  | 0:2  | 1:2                   |
| 1967/68 | Кубок ярмарок       | 1/32 финала | Партизан            | 1:1  | 1:5  | 2:6                   |
| 1969/70 | Кубок ярмарок       | 1/32 финала | Ювентус             | 1:2  | 1:3  | 2:5                   |
| 1971/72 | Кубок УЕФА          | 1/32 финала | Карл Цейсс          | 3:1  | 0:3  | 3:4                   |
| 1973/74 | Кубок УЕФА          | 1/32 финала | Слима Уондерерс     | 1:0  | 2:0  | 3:0                   |
| 1973/74 | Кубок УЕФА          | 1/16 финала | Гонвед              | 3:4  | 2:3  | 5:7                   |
| 1974/75 | Кубок УЕФА          | 1/32 финала | Раба ЭТО            | 3:1  | 1:3  | 4:4 (4:5 по пенальти) |
| 1976/77 | Кубок УЕФА          | 1/32 финала | Црвена звезда       | 2:1  | 1:4  | 3:5                   |
| 1983/84 | Кубок УЕФА          | 1/32 финала | ПАОК                | 1:2  | 1:3  | 2:5                   |
| 1992/93 | Кубок УЕФА          | 1/32 финала | Осер                | 2:2  | 1:7  | 3:9                   |
| 1993/94 | Кубок УЕФА          | 1/32 финала | Лацио               | 0:2  | 0:2  | 0:4                   |
| 2004/05 | Лига чемпионов УЕФА | 2 кв. раунд | Брюгге              | 0:4  | 0:2  | 0:6                   |
| 2005/06 | Кубок УЕФА          | 2 кв. раунд | ОФК                 | 1:0  | 1:2  | 2:2 (гол на выезде)   |
| 2005/06 | Кубок УЕФА          | 1 раунд     | Болтон Уондерерс    | 1:2  | 1:2  | 2:4                   |
| 2006    | Кубок Интертото     | 2 раунд     | Фарул               | 1:1  | 1:2  | 2:3                   |
| 2012/13 | Лига Европы УЕФА    | 2 кв. раунд | Витесс              | 4:4  | 1:3  | 5:7                   |
| 2019/20 | Лига Европы УЕФА    | 2 кв. раунд | Спартак (Трнава)    | 2:0  | 1:3  | 3:3 (гол на выезде)   |
| 2019/20 | Лига Европы УЕФА    | 3 кв. раунд | Страсбург           | 0:1  | 0:1  | 0:2                   |
| 2020/21 | Лига Европы УЕФА    | 1 кв. раунд | Искра (Даниловград) |      | 1:0  | 2:0                   |
| 2020/21 | Лига Европы УЕФА    | 2 кв. раунд | Тоттенхэм Хотспур   | 1:2  |      | 1:2                   |

## Достижения
- Победитель чемпионата Болгарии: 2003/2004.
- Обладатель кубка Советской армии: 1982/1983.
- Обладатель Суперкубка Болгарии: 2004, 2020.
- Обладатель кубка Болгарии: 2018/2019, 2019/2020.
- Серебряный призёр чемпионата Болгарии: 1972/1973, 2021/2022.
- Финалист кубка Болгарии: 1960, 1971, 1982, 2011/2012.
- Финалист Царского кубка: 1940, 1942.
- Финалист кубка Советской армии: 1948.
- Финалист Суперкубка Болгарии: 2012, 2019.
- Бронзовый призёр чемпионата Болгарии: 1945, 1968/1969, 1973/1974, 1991/1992, 2004/2005.

## Закреплённые номера
В честь уважения к заслугам Христо Бонева, в клубе за ним навсегда закреплён № 8.